# Décès en 1441
Décès
- 1437
- 1438
- 1439
- 1440
- 1441
- 1442
- 1443
- 1444
- 1445

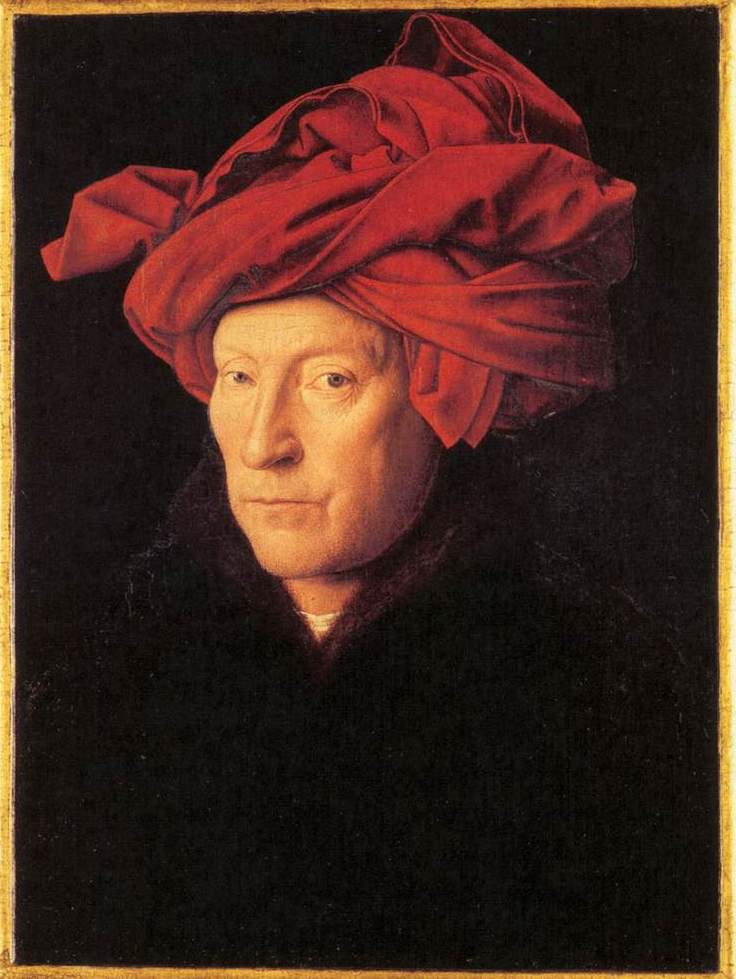
Jan Van Eyck (autoportrait présumé), mort en 1441.

Cette page dresse une liste de personnalités mortes au cours de l'année 1441  :
- 5 janvier[1] : Jean II de Luxembourg-Ligny, comte de Guise et de Ligny-en-Barrois, à Guise.
- 9 janvier : Paul von Rusdorf, 29e grand maître de l'ordre Teutonique.
- 11 janvier : Oger Moriset, évêque d'Aoste puis évêque de Saint-Jean-de-Maurienne.
- 2 février : Marguerite de Bourgogne (1393-1441), comtesse de Gien, comtesse de Montargis - fille du duc de Bourgogne Jean sans Peur et de Marguerite de Bavière[2].
- 8 mars : Marguerite de Bourgogne (1374-1441), fille du duc de Bourgogne Philippe II le Hardi et de Marguerite III de Flandre, comtesse de Flandre, devenue comtesse de Hainaut par mariage.
- 3 avril : Blanche 1re, reine de Navarre.
- 14 juin : Corrado III Trinci, condottiere italien et seigneur de Foligno.
- avant le 18 juin : Louis III d'Oława, duc  Oława (allemand: Ohlau), duc de  Lubin (allemand Lüben) et de Chojnów (allemand: Haynau).
- 28 juin : Thibaut Lemoine, évêque de Séez puis évêque de Chartres.
- été : Antonio Loschi, homme politique et écrivain italien de langue latine représentant du mouvement humaniste.
- 24 juin : Ashikaga Yoshinori[3], sixième des shoguns Ashikaga de la période Muromachi de l'histoire du Japon.
- 9 juillet : Jan Van Eyck, peintre flamand, à Bruges.
- 12 juillet : 
  - Yoshinori Ashikaga, shogun d'Ashikaga de la période Muromachi, au Japon.
  - Philippe de Coetquis, pseudo-cardinal breton.
- 25 septembre : Akamatsu Mitsusuke, samouraï du clan Akamatsu au cours de la période Sengoku.
- 29 septembre : Michel de Bouliers Ier], évêque de Riez.
- 24 octobre : Adolphe de Bavière, duc de Bavière-Munich.
- 18 novembre : Roger Bolingbroke, ecclésiastique anglais, astronome, astrologue et nécromancien présumé.
- 7 décembre : Bartolomeo di Fruosino, peintre de l'école florentine et enlumineur de la Renaissance artistique italienne.
- 26 décembre : Nicolas III d'Este, condottiere italien membre de la maison d'Este et marquis de Ferrare.

- Antonio II Acciaiuoli, duc d'Athènes.
- Bertrand de Cadoene, moine de Cluny, abbé de Sauve, évêque de Saint-Flour, évêque d'Uzès puis évêque in partibus de Paphos (de).
- Marguerite de Clisson, comtesse de Penthièvre.
- Pandolphe de Malatesta, administrateur de Brescia puis évêque de Coutances.
- Ranulphe de Pérusse d'Escars, évêque de Limoges puis évêque de Mende.
- Pietro Gonnella, bouffon italien.
- Al-Maqrîziy, historien et géographe arabe.
- Al-Mu'tadid II, calife abbasside au Caire.
- Raoul Rolland, évêque de Tréguier.

## Crédit d'auteurs
- Cet article est partiellement ou en totalité issu de l'article intitulé « 1441 » (voir la liste des auteurs).